# Луций Генуций
Луций Генуций (на латински: Lucius Genucius) e политик на Римската република от 4 век пр.н.е.
Произлиза вероятно от плебейския клон Авентиненсис на патрицианската фамилия Генуции. Вероятно е роднина с Луций Генуций Авентиненсис (консул 365 пр.н.е.).
През 341 пр.н.е. той е народен трибун. Разработва закон за лихварството. Тази година Марк Валерий Корв е диктатор, консули са Гай Плавций Венон и Луций Емилий Мамерцин Привернат, които трябва да напуснат преждевременно службата си, за да се проведат нови избори, поради опасността от латинска война.